# Сенницы-2
Сенницы-2 — село в городском округе Озёры Московской области России.
До 2015 года относилось к сельскому поселению Клишинское, до муниципальной реформы 2006 года — село Сенницкого сельского округа. Население — 61 чел. (2010).

## Население
| 1859 | 1905  | 2002 | 2006 | 2010 |
| ---- | ----- | ---- | ---- | ---- |
| 731  | ↗1058 | ↘99  | ↘82  | ↘61  |

## География
Расположено в восточной части района, на левом берегу впадающей в Осётр реки Сенницы (бассейн Оки), примерно в 13 км к востоку от центра города Озёры, с которым связано автобусным сообщением. В селе одна улица — Луговая, зарегистрировано два садовых товарищества. Ближайшие населённые пункты — деревни Болобново, Климово и село Сенницы-1.

## Исторические сведения
В писцовых книгах конца XVI века, как и в более поздних источниках, упоминается как село Сенницы.
В «Списке населённых мест» 1862 года Сенницы — владельческое село 1-го стана Зарайского уезда Рязанской губернии между Каширской дорогой и рекой Осётр, в 17 верстах от уездного города, при речке Синичке и прудах, с 34 дворами, православной церковью и 731 жителем (366 мужчин, 365 женщин).
По данным 1905 года — центр Сенницкой волости Зарайского уезда, проживало 1058 жителей, насчитывалось 153 двора. В селе были каменная церковь, школа, бумажная фабрика, кирпичный завод, фельдшерский пункт, казённая винная лавка, располагалась квартира урядника. Местное население занималось ручной выработкой нанки и сарпинки.
С 1929 года — населённый пункт в составе Озёрского района Коломенского округа Московской области. С 1930-го, в связи с упразднением округа, — в составе Озёрского района Московской области.

## Достопримечательности
В селе находится разрушенная дворянская усадьба Сенницы — памятник архитектуры федерального значения, в комплекс которого входят церковь Вознесения Господня, два флигеля, дом управляющего, конный двор, хозяйственный корпус, парк с прудами, усыпальница Келлеров и электростанция.

## Известные уроженцы
- Гончаров Андрей Александрович (1918—2001) — советский режиссёр, народный артист СССР (1977).